# San Pelayo de Guareña
San Pelayo de Guareña è un comune spagnolo di 105 abitanti situato nella comunità autonoma di Castiglia e León.